# Underground Symphony
La Underground Symphony è un'etichetta discografica italiana, specializzata in produzioni del genere metal, attiva dal 1994.
Deve la sua notorietà soprattutto al lancio di artisti come Sabaton, Labyrinth, Skylark, White Skull, Fabio Lione, Shadows of Steel, Olaf Thorsen, Wonderland.
Viene distribuita, fra gli altri dalla Audioglobe e vanta un ampio catalogo disponibile anche nei principali on-line store.

## Gruppi attuali
- Acacia
- Alex Mele
- Arca Hadian
- Arcanum XII
- BarbarianS
- Burning Rome
- Calico Jack
- Chaos Venture
- Choirs Of Veritas
- Chronosfear
- Clockwork
- Crimson Wind
- Dark Horizon
- Devious Mine
- Exotheria
- Final Chapter
- Fury 'N' Grace
- Ghost City
- Great Master
- Heroes Of Forgotten Kingdoms
- Ivory
- Killin Kind
- King Wraith
- Lux Perpetua
- Mindfar
- Perpetual Rage
- Sangreal
- Shadow of Steel
- Shady Lane
- Sipario
- Skylark
- Steel Seal
- Synthesys
- Tidal Dreams
- Ultimatium
- Wild Steel

## Vecchi gruppi
- Adramelch
- Aexylium
- Alterrd Vision
- Ambermon
- Ananke
- Anvil Therapy
- Ancestral
- Angels Grace
- Arachnes
- Archè
- Arthemis
- Athlantis
- Avalanch
- Black Wings
- Cauldron Born
- Cryonic Temple
- Concept
- Deadline
- Dedication
- Depression
- Doomsword
- Eddy Antonini
- Enzo and the Glory Ensemble
- Etherna
- Evil Wings
- Fire Trails
- Frost Bite
- Glory Hunter
- Heavenblast
- Heavenlust
- Helreidh
- H. Kristal[3]
- Holy knights
- Hypersonic
- Icewind
- Intense
- Infinity
- Labyrinth
- Landguard
- Last Empire
- Lie Tears
- Lost Innocence
- Madsword
- Madwork
- Martiria
- Mesmerize
- Methodica
- Myriad Lights
- Nemesis
- Noble Savage
- Opening Scenery
- Pandaemonium
- Projecto
- Sabaton
- Seven Dark Eyes
- Silent Hill
- Six Magics
- Skiltron
- Soul of Steel
- The Silence
- Time Machine
- Synthphonia Suprema
- Torian
- Witchunters
- White Skull
- Wonderland